# Kraj Azov-Zwarte Zee
De kraj Azov-Zwarte Zee (Russisch: Азово-Черноморский край)  was een kraj van de RSFSR. De kraj lag in het zuiden van Europees Rusland. De kraj bestond van 10 januari 1934 tot 13 september 1937. De hoofdstad was Rostov aan de Don.

## Geschiedenis
Op 10 januari 1934 werd de kraj Noordelijke Kaukasus opgedeeld in een westelijk deel met de naam de kraj Azov-Zwarte Zee en het oostelijke deel bleef de kraj Noordelijke Kaukasus met als hoofdstad Pjatigorsk.
Het gebied van de kraj omvatte de Adygese Autonome Oblast, de Noordelijke Oblast, de oblast Krasnodar en de oblast Rostov.
Op 13 september 1937 werd de kraj Azov-Zwarte Zee opgedeeld in de Adygese Autonome Oblast, de Noordelijke Oblast (die tot 5 juli 1934 bestond, en daarna opging in de kraj Noordelijke Kaukasus), de kraj Krasnodar en de oblast Rostov.